# Judith Müller (Juristin)
Judith Müller (geboren im 20. Jahrhundert) ist eine deutsche Juristin. Sie ist Richterin am Bayerischen Verwaltungsgerichtshof und am Bayerischen Verfassungsgerichtshof.

## Leben

### Juristische Karriere
Judith Müller war Richterin am Bayerischen Verwaltungsgerichtshof. Sie ist inzwischen Vorsitzende Richterin an diesem Gericht und dem 8. Senat zugeordnet, der unter anderem zuständig ist für Verfahren in Bezug auf Verkehrs-, Bau-, Berg-, Wasser- und Asylrecht. Sie ist auch Mitglied im Großen Senat des Gerichts.

### Bayerischer Verfassungsgerichtshof
Am 25. September 2007 wurde Judith Müller vom Bayerischen Landtag mit 116 von 132 Stimmen zum berufsrichterlichen Mitglied des Bayerischen Verfassungsgerichtshofs gewählt. Am 21. Juli 2015 wurde sie in diesem Ehrenamt mit 128 von 150 Stimmen für acht Jahre wiedergewählt.

## Publikationen
- mit anderen: Die Verfassung des Freistaates Bayern. Kommentar. Hrsg.: Theodor Meder, Winfried Brechmann. 6. Auflage. Richard Boorberg Verlag, 2020, ISBN 978-3-415-06617-5.